# دژ قلاتگاه
دژ قلاتگاه مربوط به هزاره اول قبل از میلاد است و در حومه اشنویه واقع شده و این اثر در تاریخ ۱ فروردین ۱۳۴۷ با شمارهٔ ثبت ۸۱۱ به‌عنوان یکی از آثار ملی ایران به ثبت رسیده است.